# Горнозаводские крестьяне
Горнозаводские крестьяне — разряд крепостных крестьян в России, обязанных, кроме занятия земледелием, работать на горных заводах. Возник в XVII веке в связи с зарождением горной промышленности на Урале, в Карелии и частично на Алтае.
Впервые крестьяне приписаны были к заводам для отрабатывания там податей в 1637 году или 1639 году, по челобитью купцов Марселиса и Акемы (см. Горнозаводское дело). Крестьяне эти рубили дрова, жгли уголь и исполняли др. вспомогательные работы, продолжая считаться государственными крестьянами. Этот способ обеспечения горных заводов рабочими силами широко стал применяться при Петре I. К Невьянскому заводу, отданному во владение Никите Демидову, были приписаны из крестьян Верхотурского уезда две слободы и одно монастырское село Покровское. Подати, хлеб и все, что собиралось прежде в казну и на монастырь, Демидов должен был вносить в казну железом и на эту сумму мог требовать от крестьян различной работы; за излишек работы он должен был платить им деньгами «по правому рассмотрению, чтобы обиды и жалобы дельной от них не было»; в случае ослушания крестьян или лености на работе Демидову разрешено было наказывать их батогами и плетьми и надевать оковы.
Указом 18 (29) января 1721 года дворянам и «купецким людям» (последние до того не имели права покупать крестьян) разрешено было с позволения Берг- и Мануфактур-коллегии покупать к заводам деревни, но с тем, чтобы деревни эти считались нераздельными от заводов. В 1752 году было точно определено, в каком количестве не-дворяне могут покупать крестьян к заводам. Покупка крестьян к заводам была воспрещена Петром III; но так как заводчики всячески обходили воспрещение, то Павел I в 1798 году вновь дозволил покупать крестьян в указанных прежде размерах. Согласно с указом 5 апреля 1797 года, по которому помещичьи крестьяне должны были работать на помещика 3 дня в неделю, из купленных крестьян только половина годных к работе должна была работать на заводе (на Урале это никогда не соблюдалось).
В население, составлявшее нераздельную принадлежность заводов, входили, сверх того, люди, отданные туда или прикреплённые к ним правительственными указами. В 1722 году Пётр I во избежание остановки в работах повелел не возвращать с заводов учеников и работников, которые окажутся беглыми помещичьими людьми. 7 января 1736 года всем, которые при издании указа находились на заводах в качестве мастеровых, а не чернорабочих, велено было остаться при них вечно, с тем чтобы заводчики заплатили за них тем, кому они раньше принадлежали. И после 1736 года неоднократно повторялись аналогичные указы о беглых на заводах. Отдавались на заводы также «подлые и неимущие люди» из купечества, разночинцы, публичные женщины, иногда нищие. Со вступлением на престол Екатерины II (1762) отдача на заводы по указам прекратилась.
Прикреплены к заводам были ещё, наконец, казённые мастеровые. Большинство из них перешло в руки владельцев вместе с заводами. При устройстве нового завода правительство также давало заводчику несколько казённых людей, опытных в мастерстве. Иногда местная администрация произвольно отдавала на частные заводы людей, такой отдаче вовсе не подлежавших. Все эти казённые мастеровые и иные государственные крестьяне, приписанные к казённым и частным заводам, получили наименование приписных крестьян и от других государственных крестьян отличались тем, что не уплачивали податей деньгами, а обязаны были отрабатывать их на горных заводах за плату, размеры которой были определены указом 29 мая 1724 года. Каждый из них должен был отрабатывать не только за себя, а также и за все ревизские души, то есть за стариков, малолетних и умерших после ревизии. Вскоре все почти казённые крестьяне, жившие вблизи заводов, попали в разряд приписных, и тогда стали привлекать к горным работам крестьян, далеко живущих от заводов: крестьян Казанского уезда приписывали, например, к заводам, построенным в Оренбургской губернии. Крестьяне стали тратить много времени на проход, а между тем увеличивалось количество работ на самом заводе. Произошло это оттого, что подати увеличивались, а плата за работу оставалась неизменной; лишь манифестом 21 мая 1779 года она была определена в двойном размере против указа 1724 года — и с тех пор уже не изменялась.
По указу 1724 года приписные крестьяне могли работать и свыше обязательной нормы, и тогда за лишнюю работу деньги им выдавались на руки; но указом 8 августа 1740 года, изданным по докладу берг-директора Шёмберга, содержателю завода предоставлено право в случае, если вольнонаёмные люди будут просить очень дорого, принуждать приписных крестьян к лишней работе, выплачивая им только за это деньги по установленной таксе. Переселение приписных крестьян на заводы хотя и было дозволено берг-регламентом 1739 года, но на практике допускалось не иначе, как с особого разрешения, да и то не безусловно и не навсегда. Дисциплинарная власть над купленными и вечноотданными людьми принадлежала заводчикам несомненно. По указу 1736 года они могли мастеровых и рабочих, которые не исправятся вследствие домашних наказаний, доставлять в Берг-коллегию, которая ссылала их «в дальние города или в Камчатку на работу». Указ 1760 года, дозволивший помещикам отправлять своих людей на поселение в Сибирь с зачётом в рекруты, был в 1763 году распространён и на заводчиков, но для такой отправки требовалось всякий раз разрешение центральной власти, а с 1827 года заводчики могли отсылать крепостных заводских людей на поселение лишь без зачёта в рекруты.
Содержатели заводов всячески стремились низвести приписных до одного уровня с крепостными и отягощали их непосильными работами. Оттого горнозаводские крестьяне часто волновались, иногда открыто восставали, оказали немалую поддержку Пугачёву. Даже в XIX столетии беспрестанно поступали жалобы крестьян на притеснения заводоуправлений; они же давали наибольший контингент беглых.
Екатерина II первая приступила к улучшению быта горнозаводских крестьян. Манифестом 21 мая 1779 года она в точности определила работы, которые могут быть возлагаемы на приписных к казённым и частным заводам крестьян. Указом 30 января 1781 года запрещено было заводчикам наказывать приписных своей властью. Указом 31 июня 1802 года запрещена была покупка к заводам крестьян, живущих вдали от заводов; но в 1826 года владельцам уральских заводов дозволено было переводить на Урал из других губерний крестьян, принадлежащих им по праву дворянства. В 1803 году постановлено было отбирать в казну приписных, а от заводчиков-недворян — и купленных крестьян, если от них поступят жалобы на притеснения. По проекту директора Берг-коллегии Соймонова решено было заменить приписных крестьян непременными работниками, набранными из их же среды. По Положению 15 марта 1807 года набор непременных работников, которые могли быть употреблены на всякие работы и во всем сравнены были с вечноотданными, производился из приписных крестьян не старше 40 лет, на казённых заводах — в числе, соразмерном их действию, а на частных — по 58 человек на каждую 1000 приписных. Все остальные приписные совершенно освобождались от заводских работ, но непременные мастеровые получали от них денежное пособие. Пополнение числа непременных работников на будущее время постановлено было производить путём аналогичным с рекрутским набором. Всего для уральских заводов потребовалось 17 850 человек непременных работников вместо 217 115 человек приписных крестьян. Мера эта, крайне отяготительная для отдельных лиц, но благодетельная для массы, была в 1821 году распространена на Луганский завод, но к другим заводам и фабрикам внутренней России она не была применена. По Положению 1807 года непременные мастеровые должны были отслужить на заводах 30 лет, а дети их — 40 лет, после чего их следовало отпускать на волю; но на самом деле они были освобождены только в 1861 году.
Уже начиная с Петра крестьяне, прикреплённые к заводам, стали выделяться из общей массы крестьянства. Процесс этот закончился в 1811 году, когда в учреждении министерства финансов все частные горные заводы были разделены на два разряда: владельческие и посессионные. К первому разряду отнесены те заводы, содержатели которых владеют ими по праву дворянства, не получив никаких пособий от казны; ко второму — те заводы, содержатели которых имеют пособия в людях, землях, лесах, рудниках или получили позволение владеть заводом и при нём крепостными людьми, не имея прав дворянства. Образовалась, таким образом, группа посессионных крестьян, которых правительство считало не крепостными, а особым разрядом государственных крестьян. По десятой ревизии на горных заводах считалось посессионных крестьян 186 000 душ муж. пола, но на самом деле их было больше.
Ко времени освобождения крестьян на горнозаводских дачах жили:
1. Государственные крестьяне, ни в каких обязательных отношениях к заводам не состоявшие;
2. собственно горнозаводские крестьяне.

Эти последние распадались на 3 группы, которые при крестьянской реформе недостаточно были разграничены:
1. крестьяне казённых заводов;
2. крестьяне посессионных заводов;
3. крепостные крестьяне владельческих заводов.

Вопрос об освобождении крестьян владельческих заводов обсуждался в общем порядке, правила же освобождения крестьян казённых в посессионных заводах были выработаны в министерстве финансов, а затем обсуждались в особом комитете для устройства поземельных отношений крестьян государственных, удельных, государевых, дворцовых и заводских. Однако по особой просьбе заводчиков, которые не находили никакой почти разницы между посессионными и владельческими заводскими людьми, им предоставлено было образовать три особых комитета заводовладельцев, по округам Замосковскому, Оренбургскому и Уральскому. Проекты заводовладельцев имели несомненное влияние на решение вопроса об устройстве горнозаводских крестьян. В результате получилось следующее. По дополнительным правилам 19 февраля 1861 года о людях, приписанных к частным горным заводам, и по Положению о Г. населения казённых горных заводов все без изъятия Г. население разделено было на два разряда: мастеровых и сельских работников. К первым отнесены те, которые занимаются исполнением технических горнозаводских работ, ко вторым — те, которые, исполняя для заводов различные вспомогательные работы, занимаются и хлебопашеством. Мастеровые и рабочие казённых заводов, а на частных — те, которые считались данными от казны, сохраняли в собственность свою усадебную оседлость безвозмездно; остальные же, как мастеровые, так и сельские работники заводов владельческих и посессионных, должны были платить за неё оброк. Мастеровым, имевшим оседлость, предоставлялись в пользование за повинность покосы, которыми они до тех пор пользовались, но в размере не более одной десятины. Те из оседлых заводских мастеровых, которые до освобождения пользовались участками пахотной земли, сохраняли их в своём пользовании, за повинность, но в количестве не большем, чем высший размер душевого надела, положенного в той местности для крестьян, вышедших из крепостной зависимости. Кто не мог уплатить оброк за землю, тот обязывался отработать его на руднике. Правом выкупа своих угодий заводское население могло воспользоваться на общем основании, но указ 28 декабря 1881 года (об обязательном выкупе) не был распространён на бывших мастеровых владельческих заводов и на все вообще Г. население посессионных заводов, вследствие чего обязательные отношения их к заводчикам до сих пор ещё не везде прекратились. Сельские работники на частных заводах получили такое же поземельное устройство, как и помещичьи крестьяне в великороссийских губерниях, а на казённых им предоставлены были земли, находившиеся в фактическом их пользовании, то есть они получили то же устройство, что и государственные крестьяне. На казённых заводах мастеровые получили в 1862 году право пожизненного безвозмездного пользования росчистями, а в 1868 году сделаны собственниками (безвозмездно) своих покосов и, в известной доле, выгонов. Законом 3 декабря 1862 года повелено было уменьшить горную подать, взимаемую с посессионных заводов, на 50-70 %, если владельцы их, имеющие данные от казны земли, предоставят всем мастеровым усадьбы в собственность безвозмездно. Предложение это было настолько выгодно, что большинство посессионных заводчиков его приняло. В 1863 году мера эта сделана обязательной для тех заводов, не имеющих от казны пособия в землях и лесах, но числящихся посессионными, владельцы которых пожелают эти заводы перевести в разряд владельческих. Поземельное устройство как государственных крестьян, живущих на горнозаводских дачах и в обязательных отношениях к заводам никогда не состоявших, так и собственно горнозаводских крестьян встретилось с исключительными условиями, затрудняющими наделение их землёю: возникли столкновения между правом крестьян на землю и правом заводоуправлений или других лиц на разработку недр этой земли. В видах соблюдения интересов горной промышленности без нарушения прав крестьян была издана высоч. утверждённая 10 марта 1876 года инструкция о порядке отграничения земельного и лесного наделов государственных крестьян, водворённых в казённых и посессионных горнозаводских дачах. Взамен земель, на которых разрабатывались золотосодержащие россыпи и вообще всякого рода металлические и каменноугольные рудники и копи, предписывалось отвести крестьянам новые удобные земли с вознаграждением крестьян за труд и издержки по разработке вновь отводимых угодий и по переносу усадеб. Высочайшим повелением 12 марта 1877 года как на мастеровых, так и на сельских работников, принадлежавших казённым заводам, распространены все вообще права государственных крестьян.
Законом 28 мая 1886 года определены правила денежного вознаграждения государственных крестьян и Г. людей за угодья, которыми они пользовались на рудниках или приисках, в тех случаях, когда вознаграждение это не может быть, по местным условиям, сделано землёю. При осуществлении этих узаконений встретились затруднения. Во многих местах по отграничении наделов завод оказывался отрезанным от лесов; охранение их от порубок и пожаров крайне затрудняется чересполосностью владения, а неопределённость и громадная протяжённость пограничной линии угрожает в будущем массой серьёзных затруднений. Поэтому Положением комитета министров, высочайше утверждённым 14 июня 1891 года, министру государственных имуществ предоставлено внести в Государственный совет проект нового закона по этому предмету. Выработанный проект вводит способ развёрстки угодий, по возможности необременительный для их владельцев: угодья населения предполагается сгруппировать не в одной какой-либо части каждой дачи, а в нескольких частях. По данным, относящимся к 1890 году, поземельное устройство не было ещё закончено по отношению к 161 тыс. горнозаводских и 121 тыс. государственных крестьян.